# Närkes runinskrifter 19
Närkes runinskrifter 19 är en runsten som är inmurad i Täby kyrka i Täby socken, Örebro kommun. Den består av blågrå, strimmig gnejs och är 2,55 meter hög. Runinskriften löper längs stenens kant och mitt på stenen finns ett kristet kors inristat.
Den nämndes för första gången i skrift i Rannsakningarna 1667 och där finns en även en avbildning av stenen. Enligt denna källa var stenen inmurad i sakristians östra vägg och där befinner den sig fortfarande idag, liggande på sidan. Eftersom sakristian byggdes mellan 1666 och 1667 och runstenen har placerats väl synlig för kyrkobesökarna med den ristade sidan utåt kan man förmoda att byggarna var medvetna om stenens antikvitetsvärde.
Runstenen finns också med i Johan Peringskiölds Monumenta och nämns även i Olof Celsius' Svenska runstenar och noteringarna om Nä 19 i dessa verk grundar sig på uppgifter av J.G. Hallman som undersökte stenen i början av 1700-talet. 
På 1800-talet skrev både Gabriel Djurklou och Herman Hofberg att stenens inskrift inte gick att tolka och detta har inte förändrat sig. Inskriften, som består av 47 tecken och 5 skiljetecken, är helt enkelt en nonsensinskrift och om man ersätter de tecken som inte är egentliga runor med ett frågetecken ser translitterationen ut som följer:
þiuktsi : ?fþu : bikri : u?sþt : u?bos uþmtkhbulmfsk : þuRkbkfk
Nä 19 är dessutom väldigt svår att datera men förmodligen är den dock av relativt sent datum och ristades någon gång på medeltiden.